# Albertocetus
Albertocetus — вимерлий рід примітивних одонтоцетних китоподібних з пізнього олігоцену (чаттських) морських відкладень у Північній Кароліні та належить до родини Xenorophidae.

## Опис
Albertocetus відрізняється від інших ксенорофід великою слізною кісткою, крутим висхідним відростком верхньої щелепи, коротким, але наявним міжскроневим звуженням із сагітальним гребенем і високим серединним виступом на передщелепній кістці. Зуби були гетеродонтними і, можливо, були полідонтами, оскільки інші ксенорофіди є полідонтами.